# Быстров, Дмитрий Вячеславович
Дми́трий Вячесла́вович Быстро́в (30 июля 1967, Москва — 1 июня 2005, там же) — советский и российский футболист, защитник.

## Биография
Значительную часть карьеры провёл в ЦСКА, в составе которого стал чемпионом СССР и обладателем Кубка в 1991 году.
Затем играл в «Зените», «Шиннике», узбекском «Навбахоре», нижегородском «Локомотиве», липецком «Металлурге».
Провёл 19 игр в составе петропавловского «Аксесс-Голден Грейн»,  дальнейшая карьера проходила в любительских командах.
После завершения игровой карьеры работал тренером в «Пресне» и «Обнинске», по приглашению Сергея Колотовкина стал тренером серпуховской команды «Локомотив–М».
В мае 2005 года после купания в реке серьёзно заболел, дважды отказывался лечь в больницу. 1 июня скончался в возрасте 37 лет от двустороннего воспаления лёгких. Похоронен на Хованском кладбище.